# Klynge
 For alternative betydninger, se Klynge (flertydig). (Se også artikler, som begynder med Klynge)
En klynge er en unøjagtig mængdebetegnelse.
For at være en klynge skal der normalt være flere elementer, end man umiddelbart kan overskue, men ikke så mange at de indgår i den normale flokbetegnelse. En klynge huse er ikke rigtigt nok til at kunne kaldes en by. En klynge træer er for få til at udgøre en skov.
I andre sammenhænge bruges begrebet en klynge om virksomheder eller organisationers sammenhørighed. Man taler om industriklynger, når virksomheder inden for en bestemt industri er stærkt repræsenteret i et givent område (klassisk klyngeteoriopfattelse). Forstår man en klynge lidt bredere, er en klynge det felt, hvor udvikling, innovation og vækst skabes. I dette felt hersker der kaos, relationer eksisterer på tværs af brancher, industrier og teknologier. Disse klynger er Complekse Adaptive Systemer (CAS). Verdens største og mest omtalte og undersøgte klynge er Silicon Valley i Californien. I Silicon Valley findes et meget innovativt miljø, som stammer fra dels den militære forskning, som findes i området, fra virksomheden Hewlett-Packard (HP) samt universitetet Stanford. Kendte virksomheder, som i dag har slået sig ned i Silicon Valley, er Apple, Google, YouTube og især virkomheder beslægtet med IT. I Danmark er klynger emne for diskussion, fordi klynger kan være løsningen på at skabe regionale vækstområder. Silicon Valley strækker sig over et meget stort areal. 

I statistikkens verden kan en klynge forstås som en samling af celler (en celle er en del af Det danske Kvadratnet)som i højst mulig grad ligner hinanden. Cellerne klynges med det formål at få udleveret information om alder, indkomst, beskæftigelse osv. fra Danmarks Statistik, og metoden anvendes typisk i forbindelse med geostatistisk analyse af den slags som bl.a. Geomatic – center for geoinformatik foretager.

Klyngehuse er en byggeform, hvor husene ligger lige så tæt som rækkehuse, men ikke i lige rækker.